# Oaxaca (sajt)

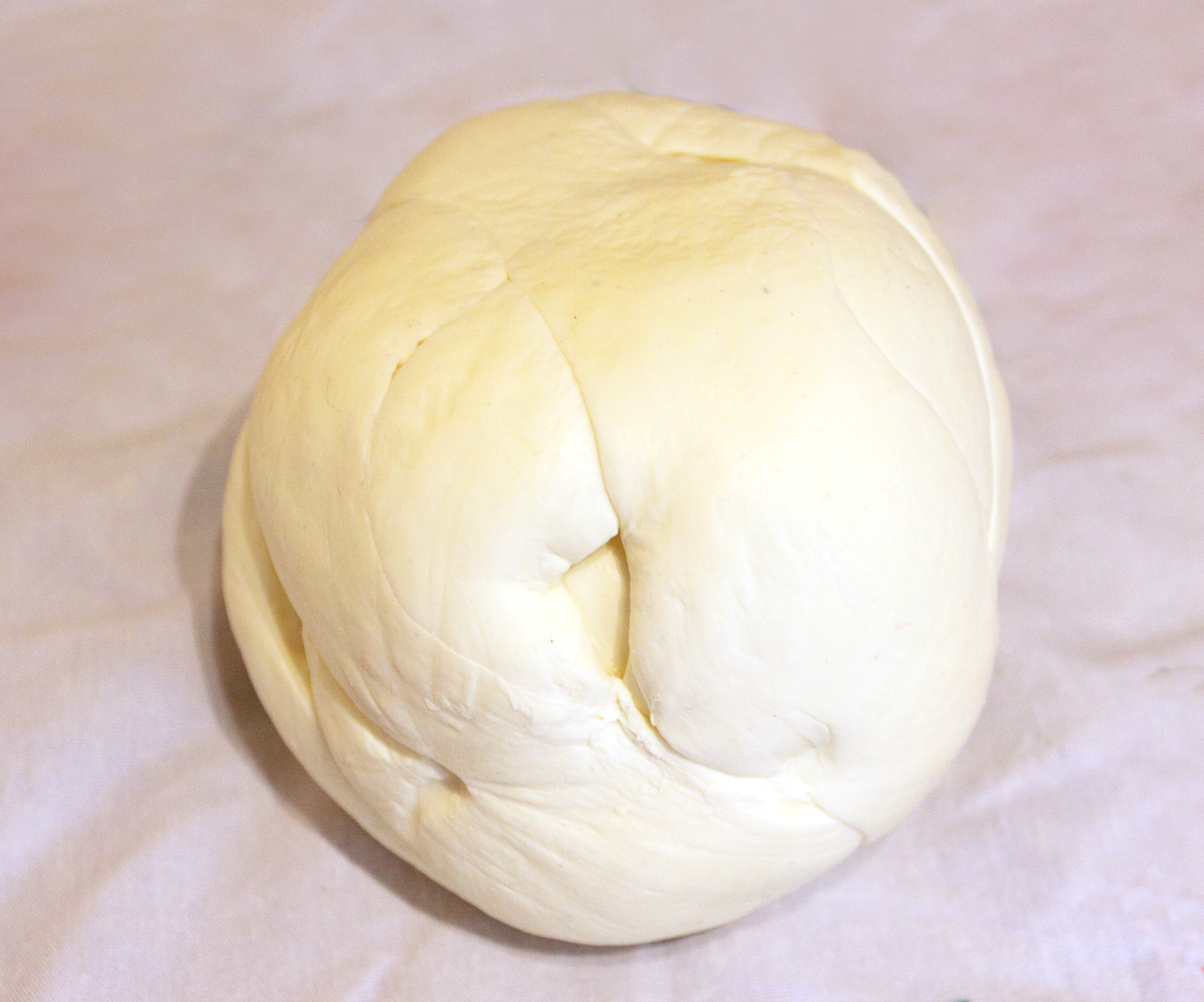
Egy darab oaxaca sajt

A oaxaca sajt (ejtsd: [gwaˈxaka], kb. „oahaka”), más néven quesillo egy mexikói eredetű, tehéntejből készült, nyúlós, fehéres, általában szalaggá nyújtott, majd gömbszerű alakúra formált sajt. Készíthetik tégla alakúra is, ilyenkor queso asaderónak is hívják. Íze lágy, vajszerű, esetleg édeskés. A mozzarellához való hasonlatossága miatt néha mexikói mozzarellának is nevezik. Nevét a dél-mexikói Oaxaca államról kapta, ahol először készítették.

## Története
Egy „legenda” szerint 1885-ben történt, hogy egy 14 éves Leobarda Castellanos García nevű lányt szülei azzal bíztak meg, hogy őrizze a beoltott tejet, ám ő megfeledkezett feladatáról, és amikor eszébe jutott, már túl késő volt, a készítmény már túljutott azon a ponton, amikor fel szerették volna használni. Ezért, hogy megpróbálja helyrehozni, forró vizet öntött az edénybe, ám ennek eredményeként csak egy nyúlós sajtszerű anyagot kapott. Szülei megkóstolták, és rájöttek, hogy igen ízletes, így született meg a quesillo sajt, mely azóta világszerte ismertté tette szülőfalujának, Reyes Etlának nevét. A falut ma is úgy nevezik, hogy La Cuna del Quesillo, azaz A Quesillo Bölcsője.

## Készítése

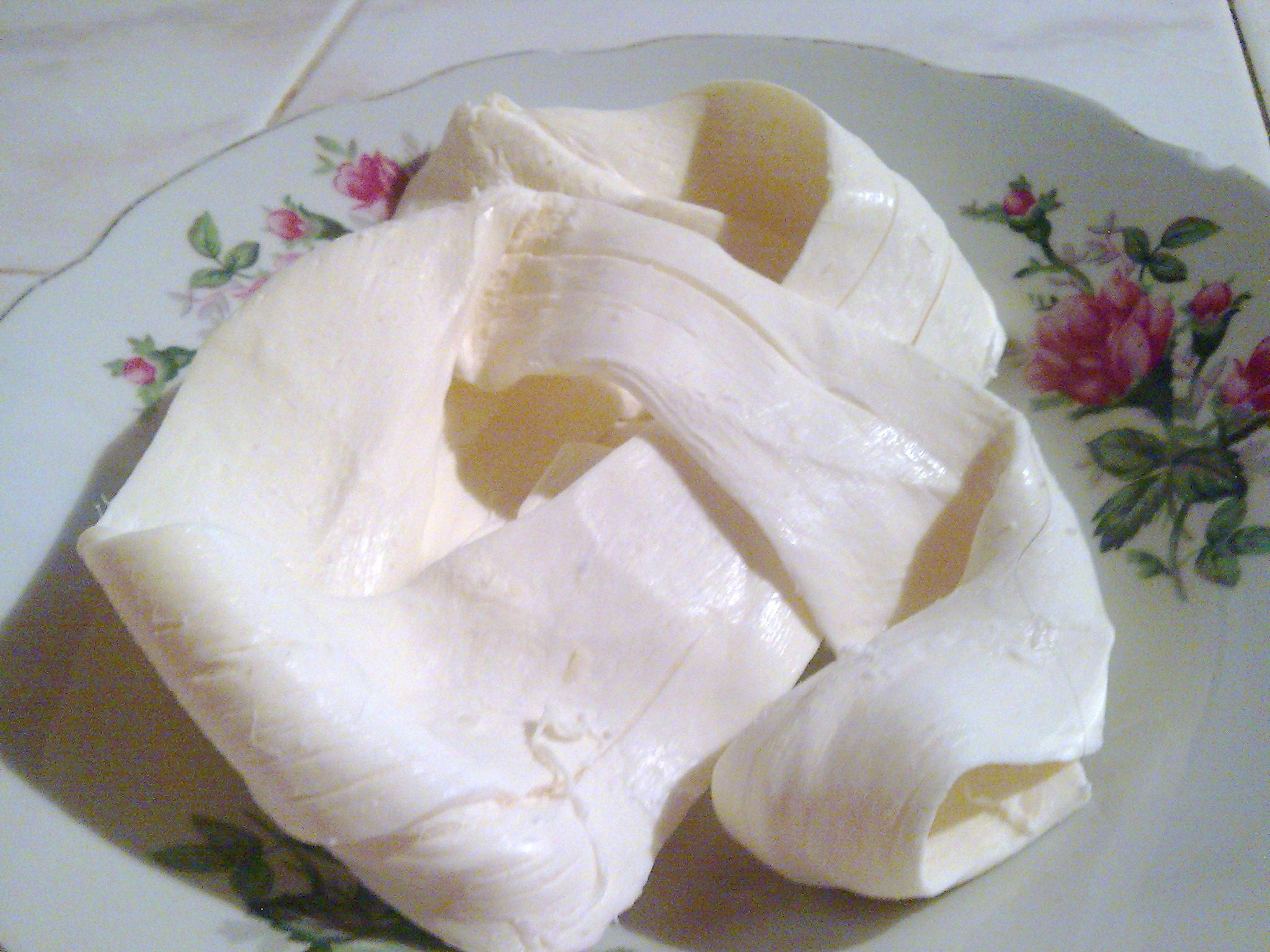
Jól megfigyelhető a sajt szerkezete

Alapanyagául mindig pasztőrözetlen tehéntejet használnak. Különböző változatai nyerhetők a sajtnak attól függően, hogy lefölözött vagy lefölözetlen tejből készítik. A beoltott tejet 65–70 °C-os vízzel forrosítják fel, kémhatását pedig úgy állítják be, hogy pH-értéke 5,3 legyen. Ekkor a kapott szilárd anyag nyújtható állagú lesz, ebből vagy szálakat, szalagokat nyújtanak, melyekből fonadékot vagy gömböt formálnak, vagy tégla alakú formába nyomkodják.
Sót keveset tesznek bele: mennyisége ízlés szerint 0,75% és 2% között változik. 100 liter tejből átlagosan 9–11 kg sajtot nyernek.

## Elterjedése
A oaxaca sajtot Európában kevéssé ismerik, de Mexikó és Közép-Amerika területén gyakori, emellett az Amerikai Egyesült Államokba is nagy mennyiségben exportálják. A legtöbb oaxaca sajtot ma már nem Oaxaca államban állítják elő, hanem Pueblában, Veracruzban és Chiapasban. Kapható a bevásárlóközpontokban és csomagolás nélkül a piacokon is.

## Felhasználása
A Mexikóban igen népszerű sajtot gyakran használják egy kedvelt csemege előállításához, mely olvasztott quesillóból és chorizo kolbászból áll. Emellett különféle quesadillákat is készítenek vele, ami nem más, mint sajtos tortilla különböző ízesítéssel, például tökvirággal vagy sült sertésbőrkével. De kiváló olvaszthatósága miatt bármilyen ételhez használhatják, amihez olvasztott sajt szükséges.